# Jan van Athene
Jan van Athene (Catania, 1317 – Milo, 7 april 1348) was Infante van het koninkrijk Sicilië, dat deel was van de Kroon van Aragon. Hij was regent van Sicilië (1340-1348) eerst voor zijn oudere broer koning Peter II van Sicilië en, na 1342, voor zijn neefje het kind Lodewijk van Sicilië. 
Hij was de sterke politieke leider in Sicilië die de vrede bracht met het naburige koninkrijk Napels onder het Huis Anjou-Sicilië via het Verdrag van Catania (1347). Hij bezorgde stabiliteit en rust op Sicilië door betere relaties met het buitenland. Zo liep het vlot met de Pauselijke Staat - in handen van de volkstribuun Cola di Rienzo -, de paus in Avignon, het moederland Aragon en met Italiaanse staten. Jan was graaf van Malta, graaf van Mineo en markies van Randazzo, de eerste maal dat een markiezentitel verleend werd op Sicilië (1337).
Daarnaast was hij hertog van Athene (1338-1348) en hertog van Neopatria (1338-1348), twee Aragonees-Siciliaanse kruisvaardersstaten die wegkwijnden in Griekenland.

## Namen

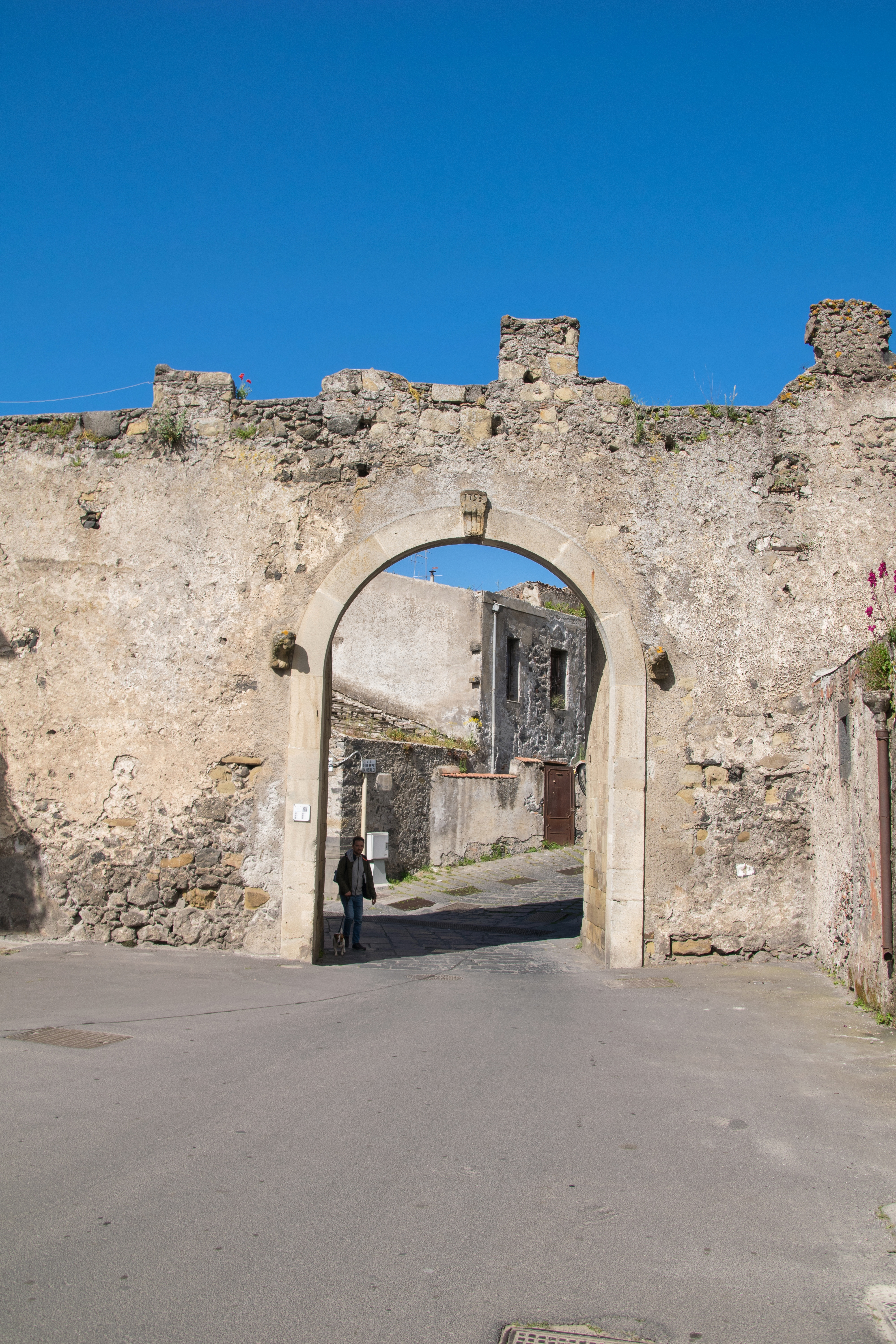
Stadspoort van Randazzo, Sicilië. Dit was het markizaat van Jan van Athene, het eerste markizaat op Sicilië.

Jan van Athene is onder meerdere namen bekend in de geschiedschrijving:
- Jan van Trinacria, de naam voor Sicilië dat niet onder het pausdom viel
- Jan van Aragon, naar het Koninklijk Huis Barcelona uit Aragon waartoe hij behoorde
- Jan van Randazzo, naar zijn markizaat.

## Levensloop

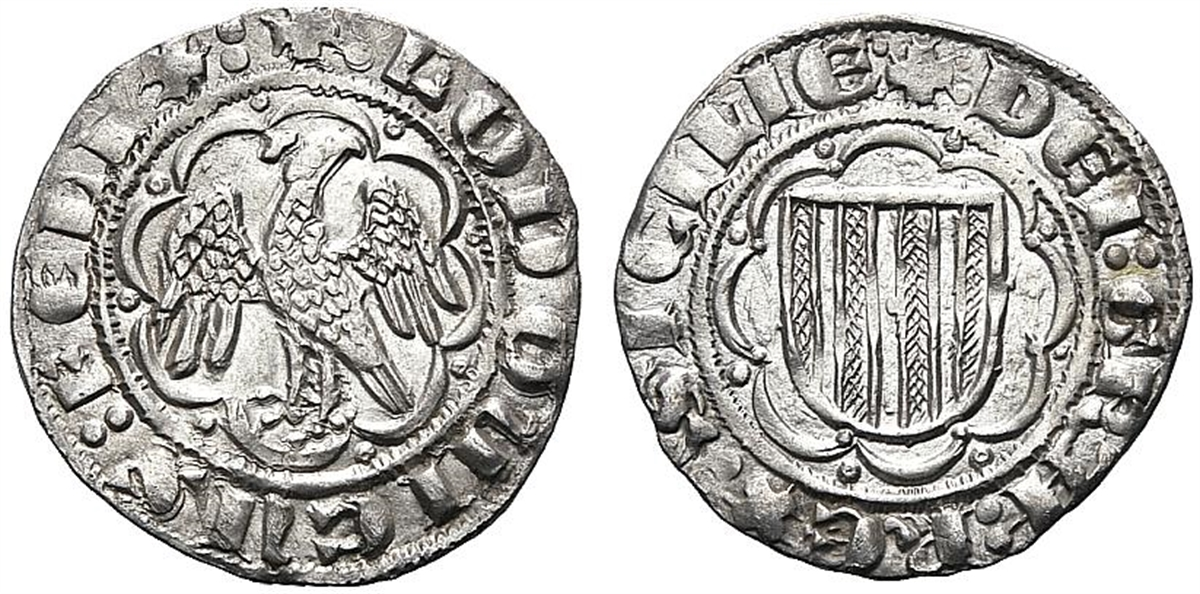
Muntstukken ten tijde van koning Lodewijk van Sicilië. Tijdens diens kinderjaren was Jan van Athene de regent van Sicilië.

Jan was de jongste zoon van koning Frederik II van Sicilië, van het Huis Barcelona, en koningin Eleonora van Anjou. Eleonora was afkomstig van het rivaliserend Huis Anjou-Sicilië dat heerste in het koninkrijk Napels onder pauselijke goedkeuring. De jonge Jan kreeg in leen meerdere heerlijkheden, alsook de eilanden Malta en Pantelleria en het graafschap Mineo. Na de dood van zijn vader in 1337 verkreeg Jan bij testament aanzien door de talrijke titels met bijhorend grootgrondbezit op Sicilië. Het feit dat hij bovendien bevorderd werd van heer van Randazzo tot markies van Randazzo was een primeur. Nooit eerder had een Siciliaanse edelman de titel van markies of markgraaf verkregen.
Na de dood van zijn broer Willem van Athene, werd hij hertog van Athene en Neopatria (1338). Zoals zijn twee voorgangers en broers Manfred van Athene en Willem, reisde Jan nooit naar Griekenland. Dit Aragonees-Siciliaans gebied was overigens in verval. Dit had te maken met de oorlogsmachine van Stefan Uroš IV Dušan, de latere tsaar van Servië & Griekenland. Nochtans zond Sicilië geld naar Griekenland ter ondersteuning. Hun gebied werd geregeerd door een regent. Jan had er veel belang bij om in Sicilië te blijven. Als een van de belangrijkste edelen van het land was hij betrokken bij de rivaliteit tussen twee fracties van edellieden. Na de dood van zijn vader Frederik II stonden de ‘Latijnen’ tegenover de ‘Catalanen’. De Latijnse adel op Sicilië ging terug tot de Normandische Tijd, terwijl de Catalaanse adel de meest recente adel was. Jan behoorde als koningszoon van het Koninklijk Huis Barcelona tot de fractie der Catalanen; zijn broer koning Peter II leunde merkwaardig genoeg aan bij de 'Latijnse' fractie. In 1340 slaagde Jan erin om de leidende 'Latijnse' familie, de Palizzi, van het koninklijk hof weg te sturen. De leiders van de familie Palazzi werden verbannen. Dit deed Jan door gewapenderhand het paleis in te nemen. Zijn broer Peter II, koning van Sicilië, benoemde hem prompt tot regent van Sicilië (1340). De twee rivaliserende fracties moesten samen het hoofd bieden aan de militaire dreiging door het koninkrijk Napels. In 1341 verjoeg Jan hen uit Milazzo en in 1345 versloeg hij hun vloot in Messina. Ondertussen, in 1342, was Peter II gestorven. Zijn oudste zoon, de vierjarige Lodewijk van Sicilië werd koning. Jan bleef regent voor dit kind. Hij verzoende de adel rond zijn persoon. Hij hervormde het rechtssysteem op Sicilië.
Qua buitenlands beleid overlegde regent Jan met koningin Johanna van Napels en koning Lodewijk I van Hongarije. Toen de koning van Hongarije zelf koning van Sicilië wilde worden en het jongetje Lodewijk wou opzij duwen, hield Jan de boot met Hongarije terug af. Jan onderhandelde met de paus in Avignon om excommunicaties van Siciliaanse edelen ongedaan te maken. Met de volkstribuun Cola di Rienzo, die in Rome de plak zwaaide, hield hij al die tijd goede relaties aan.
In 1347 voer regent Jan met een vloot naar Napels om zijn argumenten militair kracht bij te zetten. Op het Castello Ursino in Catania ondertekenden Jan en Johanna I vervolgens de Vrede van Catania (1347). Dit laste een pauze in in het negentigjarige  gewapende conflict (1282-1372) tussen de koninkrijken Napels en Sicilië. Het betekende een opluchting voor de Siciliaanse edelen want de steeds weerkerende oorlogen stopten. Johanna I erkende eindelijk het bestaan van een apart Siciliaans koninkrijk, los van het Huis Anjou-Sicilië in Napels. Het kostte Jan veel geld en troepen om zowel paus Clemens VI als Johanna I te betalen voor vrede. In het parlement van Sicilië was er algemene tevredenheid doch ook ongerustheid omdat de paus het vredesverdrag niet ratificeerde. Het koninkrijk Aragon, het moederland van Aragonees Sicilië, steunde het vredesverdrag van Jan omdat Aragon zo veel mogelijk neutraal wou blijven in Napolitaanse oorlogen. Dit vredesverdrag was het hoogtepunt van Jans bestuur; de impact ging verder dan het koninkrijk Napels want het bevestigde ook de goede relaties tussen Sicilië en meerdere Italiaanse vorstendommen en republieken.
Regent Jan stierf aan de gevolgen van de Zwarte Dood. Nochtans had hij zich weten te verstoppen voor de rondspreidende pest. Hij werd begraven in de kathedraal van Catania (1348). Na zijn dood herviel de adel in rivaliteit en geweld, en hernam de oorlogsdreiging vanuit Napels.

## Familie
Jan van Athene was getrouwd met Caesarea Lancia, dochter van Pietro I Lancia. Het echtpaar had drie kinderen, die alle minderjarig waren bij zijn sterven. De kinderen vielen onder de voogdij van Blasco de Alagón, graaf van Mistretta. Het ging om:
- Frederik I van Athene of Frederik van Aragon (1340-1355), hertog van Athene en Neopatria, 2e markies van Randazzo
- Eleonora van Randazzo (1346-na 1369), gravin van Caltanisetta; zij huwde met Willem van Peralta, graaf van Caltabellotta.
- Constanza van Randazzo, ongehuwd.